# Хаушильд, Ян Кристоф
Ян Кристоф Хаушильд (нем. Jan-Christoph Hauschild; род. 1955, Лайнсвайлер) — немецкий литературовед.
Изучал историю и литературу в Дюссельдорфе, в 1984 г. защитил докторскую диссертацию, посвящённую жизни и творчеству Георга Бюхнера, о котором затем выпустил две книги. Преимущественно известен, однако, как специалист по Генриху Гейне — ему принадлежит, в частности, биография Гейне «Смысл жизни — в самой жизни» (нем. Der Zweck des Lebens ist das Leben selbst; 1997, дополненное издание 2005). Совместно с пианисткой и музыковедом Бабеттой Дорн Хаушильд составил антологию «Книга песен Гейне» (нем. Das Heine Liederbuch; 2005) — комментированное собрание текстов и нот песен и романсов, написанных на стихи Гейне композиторами из пятнадцати стран. Кроме того, Хаушильдом написана биография драматурга Хайнера Мюллера (нем. Heiner Müller oder Das Prinzip Zweifel. Eine Biografie; 2001).